# Production d'huile de palme en Indonésie

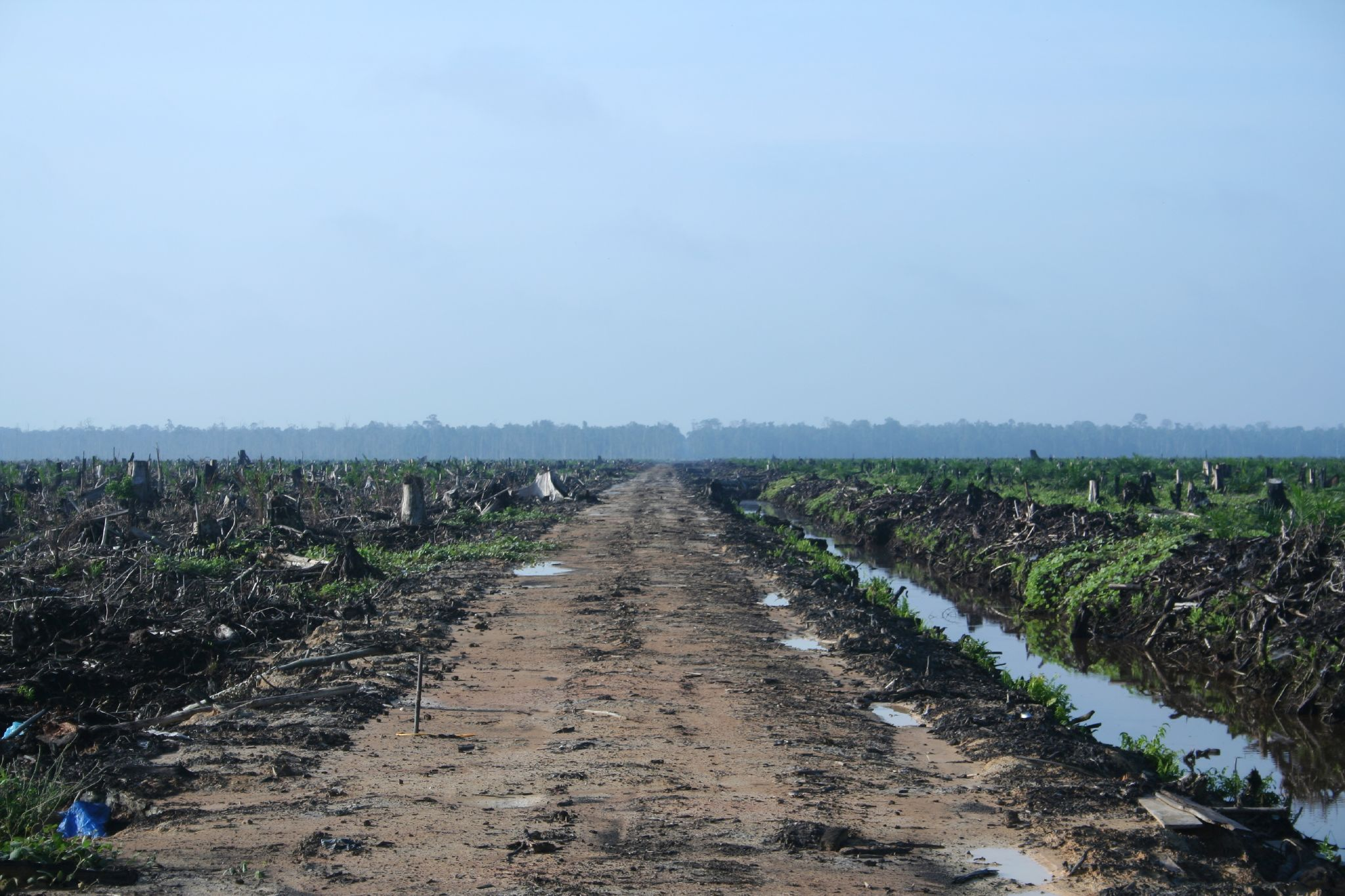
Zone défrichée pour planter des palmiers à huile dans la province de Riau en 2007.

L'Indonésie, en tant qu'un des leaders mondiaux de la production d’huile de palme, est l'un des pôles grandissants du marché des agrocarburants. Basé sur l'agro-industrie et l'exportation, les grandes sociétés indonésiennes et malaisiennes s'y développent, générant déforestation, conflits fonciers et sociaux… Selon le ministère indonésien des forêts, entre 2009 et 2011, plus de 25 % de la déforestation indonésienne était due à l’exploitation de l’huile de palme.
Premier pays à voter des règlements en faveur de la RSPO (en anglais : Roundtable for Sustainable Palm Oil) en 2009, l'Indonésie s'inspire des critères de durabilité de l'Union européenne tout en développant une table ronde pour l'huile de palme durable.

## Contexte historique
L’introduction du palmier à huile en Asie a lieu en 1848 et la production proprement dite d’huile de palme commence très vite, vers 1858. La mise en place de cette production constitue un élément majeur dans le développement de l’agro-industrie et va permettre à l'Indonésie de devenir le second producteur mondial d’huile de palme.
Cette nouvelle industrie connaît un rapide essor avant la Seconde Guerre mondiale, qui constituera un frein considérable à son épanouissement.
En 1958, les plantations sont d'abord nationalisées, avant d’être rétrocédées par décret aux sociétés belges, anglaises et américaines en 1967. Le secteur connaît alors à nouveau un boom entre 1968 et 1996.
Cependant, cette croissance est mal gérée dans les années 1990. La crise économique, financière et politique de 1998 bouleverse tant la gestion de l’environnement forestier que le développement de la filière elle-même.

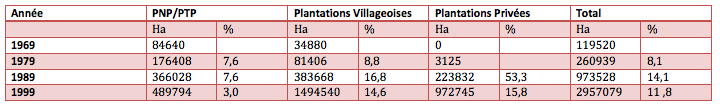
Superficies plantées en palmier en Indonésie et taux de croissance annuels

## Évolution récente

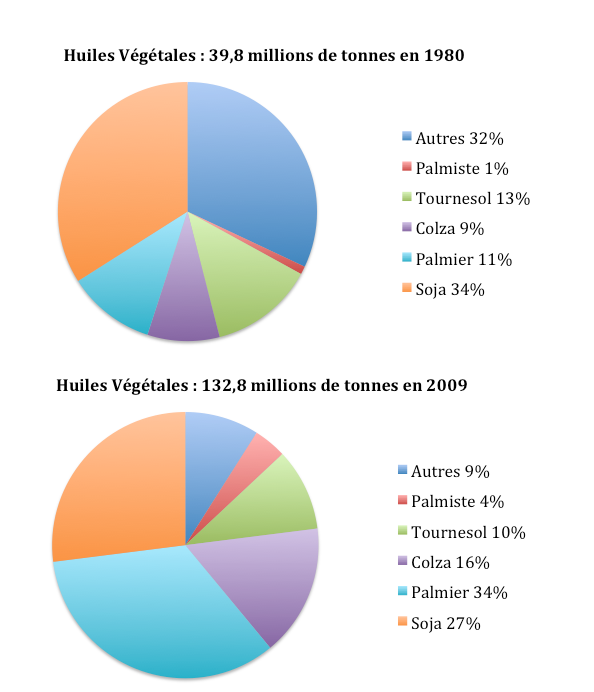
Part relative des différentes huiles végétales en 1980 et 2009.

Au cours des 10 dernières années[Quand ?], la hausse du niveau de vie de la population indonésienne a favorisé l’expansion de ce secteur. La consommation en corps gras par habitant a plus que doublé en Indonésie. Le rendement exceptionnel de la technique de production de cette culture et la maîtrise de ses coûts ont généré des revenus élevés.
De plus, dans un contexte de « révolution énergétique » et de « nouveau pacte vert mondial », les agrocarburants se sont développés et sont désormais présentés comme solution aux nombreuses crises mondiales : énergie, réchauffement climatique et récession économique. Cet environnement a créé une forte demande qui favorise l’émergence d’un nouveau marché mondial. Ce secteur amène donc actuellement[Quand ?] acteurs avides à lancer de nouvelles stratégies foncières visant même à redéfinir l’utilisation originelle des sols.
Pour sa part, l’État Indonésien soutient la production d’huile de palme et des agrocarburants. Cependant, experts et ONG doutent toujours de l’efficacité de ce modèle basé uniquement sur l’exportation. Les populations indigènes telles que les Dayak s’y opposent également. Elles sont souvent criminalisées par le gouvernement et surtout accusées d’« antidéveloppement ».
Ce marché de l’huile de palme et des agrocarburants est en situation d’oligopole. Seules quelques sociétés contrôlent toute l’industrie, avec des entreprises en grande partie indonésiennes. 40 % des entreprises sont malaisiennes. Certaines lois limitent également la taille maximale des zones d’exploitation à 100 000 ha. Cette ingénierie règlementaire encourage certaines entreprises à créer plusieurs sous-sociétés afin de contourner la législation.
En ce qui concerne les institutions financières, elles n’en jouent pas moins un rôle important sur le marché de l’huile de palme où elles encouragent le libre-échange, l’investissement privé et l’octroi de crédit comme instruments de développement économique.

## Conséquences
La démultiplication des plantations de palmiers à huile pour répondre à la demande mondiale en agrocarburants, ainsi que l'exportation des bois tropicaux et l'expansion des industries minières, sont une menace pour les Dayaks, un peuple riche de 4 millions d'âmes. Par ailleurs, la déforestation se traduit par la destruction des habitats naturels de plusieurs espèces comme l'orang-outan de Bornéo, l'orang-outan de Sumatra et le gibbon.
L’utilisation du feu en guise de préparation des terrains serait l’une des principales causes de la déforestation et donc de la diminution de la biodiversité en Indonésie.
La concurrence pour l’utilisation de la terre occasionne des conflits de propriété qui mettent en évidence l’inégalité du pouvoir de négociation entre les parties impliquées que sont les compagnies d’huile de palme, les autorités étatiques et les villageois.
La déforestation, d'une manière générale, entraîne la disparition des puits de carbone que constituent les forêts, et contribue au réchauffement climatique en cours. L’Indonésie affiche l’un des taux de déforestation les plus élevés de la planète et est l’un des plus grands émetteurs de gaz à effet de serre au monde. La réduction de la déforestation et la restauration du couvert forestier sont une priorité pour le gouvernement, conformément à ses engagements en matière de contributions déterminées au niveau national dans le cadre de l’Accord de Paris de 2015.

## Différentes mesures et solutions pour lutter contre la déforestation
Dans le but de maîtriser les émissions de CO2 de la déforestation et donc de réduire les effets du changement climatique, le système REDD (en anglais : Reducing Emissions from Deforestation and Forest Degradation) de réduction des émissions issues de la déforestation et de la dégradation de la forêt a été initié au niveau mondial. Celui-ci constitue une opportunité pour les pays riches en forêts tropicales de créer de nouvelles sources de revenus, grâce aux rémunérations offertes, tout en protégeant les forêts existantes et en réhabilitant les forêts dégradées.
L’Indonésie a été le premier pays à voter des règlements en faveur d’un programme de REDD en 2009.
Cependant, ce programme est loin d’avoir réalisé ses objectifs. Une étude sur la gouvernance financière et le Fonds de reboisement de l’Indonésie au cours des 20 dernières années en témoignent. Sa mise en œuvre exige en effet une gestion rigoureuse par les institutions et les gouvernements concernés afin de lutter contre la corruption et la fraude. Harmoniser les mesures incitatives encourageant le développement de nouvelles plantations pour l’industrie du papier et du bois, garantir la responsabilisation du secteur et la distribution équitable des revenus sont autant de points à ne pas négliger dans ce cadre.
La RSPO (en anglais : Roundtable for Sustainable Palm Oil), créée en 2004, a pris corps pour mettre en œuvre une politique de production, d’échanges et de consommation d’huile de palme dans une perspective de développement durable. Elle est à ce jour la meilleure voie pour la durabilité de la filière.
L’Indonésie a également suivi la tendance mondiale en édictant des lois pour un mélange obligatoire des carburants fossiles avec des agrocarburants. Elle s’aligne ainsi sur l’Union européenne qui soutient de son côté l’utilisation des énergies alternatives depuis 2003 par le biais de plusieurs directives.
De leur côté, des entreprises telles que L'Oréal, Carrefour ou Danone, qui utilisent de l'huile de palme dans leurs chaînes de production, se sont engagées à s'approvisionner en huile de palme zéro déforestation. On estime qu'aujourd’hui plus de 75 % de l’huile de palme produite dans le monde passe entre les mains de traders engagés en faveur d’objectifs zéro déforestation.